# 新疆山柳菊
新疆山柳菊（学名：Hieracium korshinskyi）是菊科山柳菊属的植物。分布在哈萨克斯坦、俄罗斯、蒙古以及中国大陆的新疆等地，生长于海拔1,680米至2,200米的地区，见于山坡林下或林中空地，目前尚未由人工引种栽培。